# Кадсура
Кадсура (лат. Kadsura) — род цветковых растений входящее в семейство Лимонниковые (Schisandraceae). Опыляются самками галлиц.

## Виды
Род насчитывает 16 видов, некоторые из них:
- Kadsura ananosma Kerr
- Kadsura angustifolia A.C.Sm.
- Kadsura coccinea (Lem.) A.C.Sm.
- Kadsura heteroclita (Roxb.) Craib
- Kadsura induta A.C.Sm.
- Kadsura japonica (L.) Dunal typus — Кадсура японская
- Kadsura longipedunculata Finet & Gagnep.
- Kadsura marmorata (Hend. & A.A.Hend.) A.C.Sm.
- Kadsura oblongifolia Merr.
- Kadsura polysperma Yang
- Kadsura scandens Blume